# MihTy
MihTy è l'eponimo album in studio di debutto del duo di cantanti statunitensi MihTy, composto da Jeremih e Ty Dolla Sign. Il disco è stato pubblicato nel 2018.

## Tracce
1. The Light – 3:00
2. Goin Thru Some Thangz – 3:05
3. FYT (featuring French Montana) – 4:05
4. Perfect Timing – 2:54
5. New Level – 2:31
6. Take Your Time – 2:28
7. These Days – 2:55
8. Surrounded (featuring Chris Brown & Wiz Khalifa) – 4:15
9. Lie 2 Me – 3:18
10. Ride It – 3:09
11. Imitate – 3:26